# Gas flaring

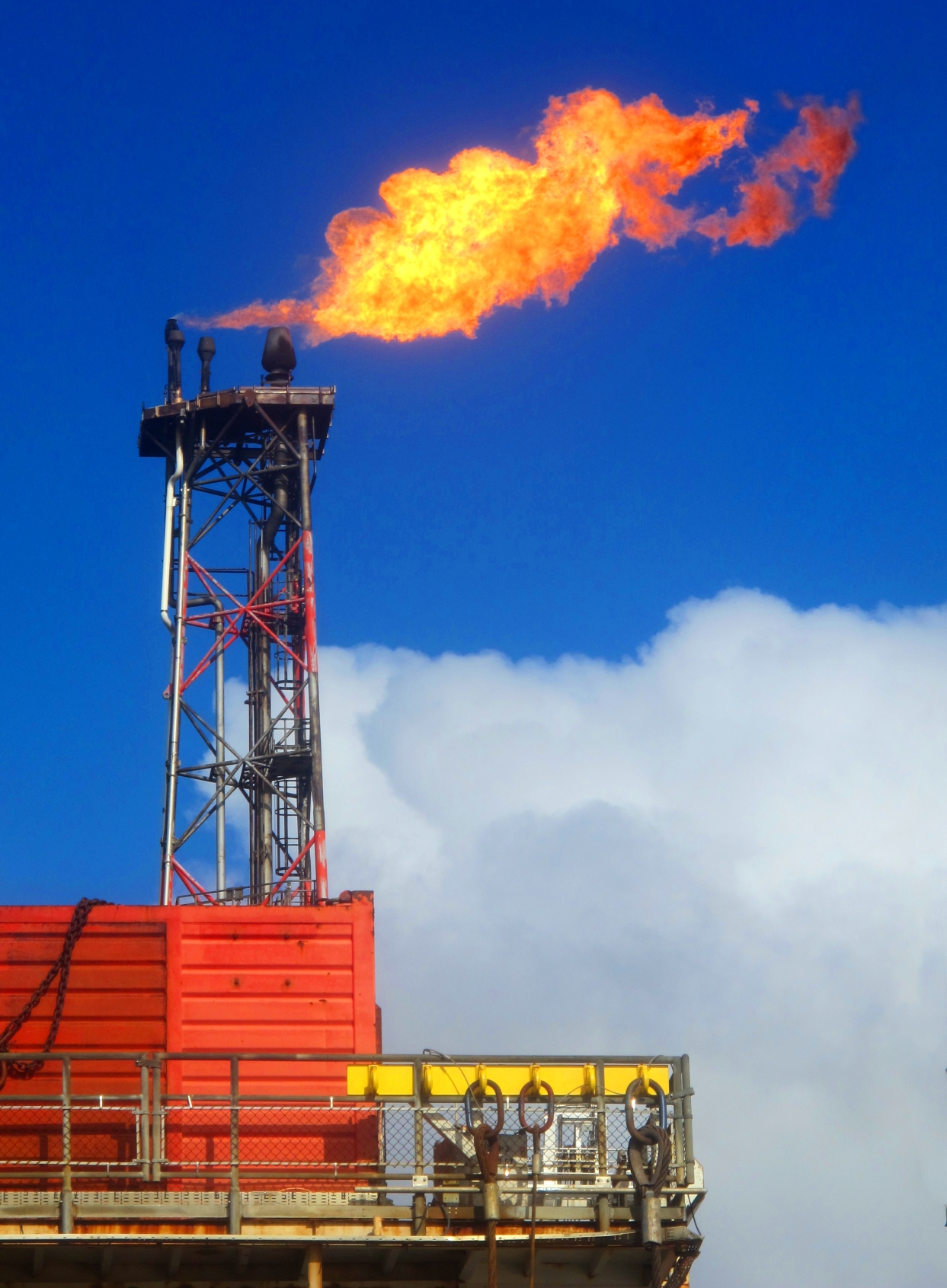
Gas flaring da una piattaforma petrolifera nel Mare del Nord

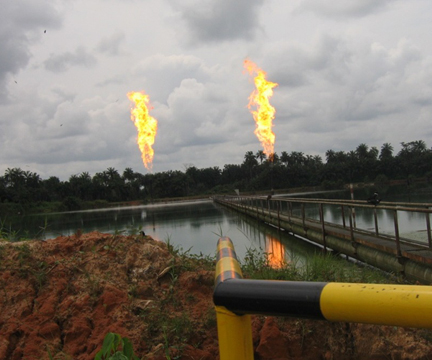
Combustione di gas da torri petrolifere in Nigeria

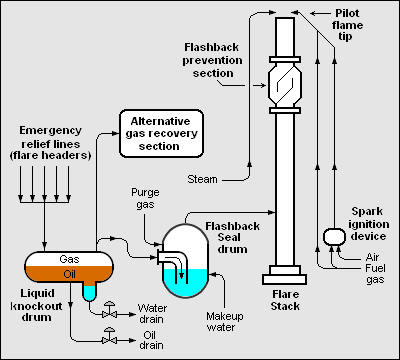
Diagramma di flusso di un sistema di torri in un impianto industriale

Il gas flaring (in italiano: combustione di gas) è una pratica che consiste nel bruciare senza recupero energetico il gas naturale in eccesso estratto insieme al petrolio, infatti risulterebbe troppo costoso costruire infrastrutture adeguate per trasportarlo nei luoghi di consumo. Il gas combusto genera una fiamma sopra le torri petrolifere.
Tale pratica è frequentemente utilizzata negli impianti industriali petroliferi, chimici e di gas naturale, nonché nei siti di produzione di petrolio o di gas naturale che hanno pozzi di petrolio, pozzi di gas naturale, impianti di perforazione offshore.

## Descrizione
Ogni volta che componenti delle attrezzature per impianti industriali finiscono sotto pressione, le valvole limitatrici di pressione forniti come dispositivi essenziali di sicurezza sulle apparecchiature rilasciano automaticamente gas e liquidi.
Queste valvole di sicurezza sono richieste da codici e norme di progettazione industriale, nonché dalla legge.
I gas e i liquidi rilasciati vengono instradati attraverso i grandi sistemi di tubazioni. I gas rilasciati dalle torri vengono bruciati. 
Le dimensioni e la luminosità della fiamma risultante dipende dalla velocità di flusso del materiale infiammabile in termini di joule per ora (o BTU all'ora).

## Inquinamento ambientale
Il gas flaring è una pratica che provoca emissione di anidride carbonica. Alcune fiamme gestite in modo improprio possono emettere metano, biossido di zolfo, altri composti dello zolfo e altri composti organici volatili finanche ad idrocarburi aromatici (benzene, toluene, xileni) e benzopirene, noti per essere cancerogeni.
Il gas flaring può avere un impatto sulla fauna selvatica attirando per la sua fiamma gli uccelli e gli insetti. Circa 7.500 uccelli canori migratori sono stati attratti e uccisi dal calore al terminale di gas naturale liquefatto a Saint John, Nuovo Brunswick, Canada il 13 settembre 2013. 
Dalla fine del 2011, 1,50 × 1011 metri cubi (ossia 5,3 × 1012 piedi cubi) di gas associato sono bruciati annualmente con il gas flaring. Ciò equivale a circa il 25% del consumo annuo di gas naturale negli Stati Uniti, o circa il 30% del consumo annuale di gas nell'Unione Europea. Se si trattasse di raggiungere il mercato, con questa quantità di gas (con un valore nominale di 5,62 dollari per 1000 metri cubi) varrebbe 29,8 miliardi di dollari USD).
Ogni anno in Italia dal gas flaring vengono prodotte 1.000.000 tonnellate di anidride carbonica, mentre un Paese come la Nigeria, dove il gas flaring è ancora molto utilizzato, se ne producono qualche centinaio di milioni di tonnellate.
La trasmissione Report di Rai 3 nella puntata del 7 giugno 2009 descrive tutti problemi ambientali sociali ed umanitari che pagano in Nigeria, mentre gli utili finiscono in gran parte in Italia.

## Uso del gas flaring
A partire dalla fine del 2011, 10 paesi hanno rappresentato il 72% del gas flaring mondiale, e venti per l'86%. I primi dieci contributori principali al mondo di gas flaring, alla fine del 2011, sono stati: Russia (27%), Nigeria (11%), Iran (8% ), Iraq (7%), USA (5%), Algeria (4%), Kazakistan (3%), Angola (3% ), Arabia Saudita (3%) e Venezuela (3%).
I dati satellitari mostrano che dal 2005 al 2010, il gas flaring globale è diminuito di circa il 20%. Le riduzioni più significative hanno avuto luogo in Russia e Nigeria.
Eni nel 2013 ha promesso ad Amnesty International che entro il 2017 nei suoi impianti in Nigeria non sarà più praticato il gas flaring.

## Recupero del gas flaring
A fronte degli accordi internazionali in materia ambientale, il gas flaring è soggetto a forti limitazioni. Sulla base del protocollo di Kyoto, sono previsti incentivi per la realizzazione di impianti a basso impatto ambientale che permettano, nel contempo, di non sprecare una risorsa preziosa in quanto il gas flaring prodotto, dopo aver subito un processo di lavaggio, può essere utilizzato per altri scopi.
Un componente essenziale volto al recupero del gas flaring è il Flare Gas Recovery System (FGRS), ovvero un’unità di compressione che ha l’obiettivo di prendere il gas proveniente dal separatore gas/liquido (knock out drum) prima che arrivi alla torcia, comprimerlo ed inviarlo alle torri di lavaggio per il conseguente riutilizzo dei gas e riduzione delle emissioni in atmosfera dopo essere stato bruciato. Una volta recuperato il gas può essere reimmesso nel giacimento, liquefatto, usato per la generazione di energia in impianto o rivenduto.